# Injektion
En injektion er en metode til at indgive væske, ofte indeholdende et lægemiddel, til kroppen, typisk ved hjælp af en kanyle og en sprøjte som man stikker dybt nok igennem huden til at materialet kan tvinges ind i kroppen.
En injektion anvender en parenteral administrationsvej, ofte intravenøs, intramuskulær eller subkutan.
Ved intraossøs infusion injiceres medicinen eller væsken direkte ind i marven på en knogle, hvilket giver en ikke-sammenklappelig adgang til blodkredsløbet.